# Maquis minier

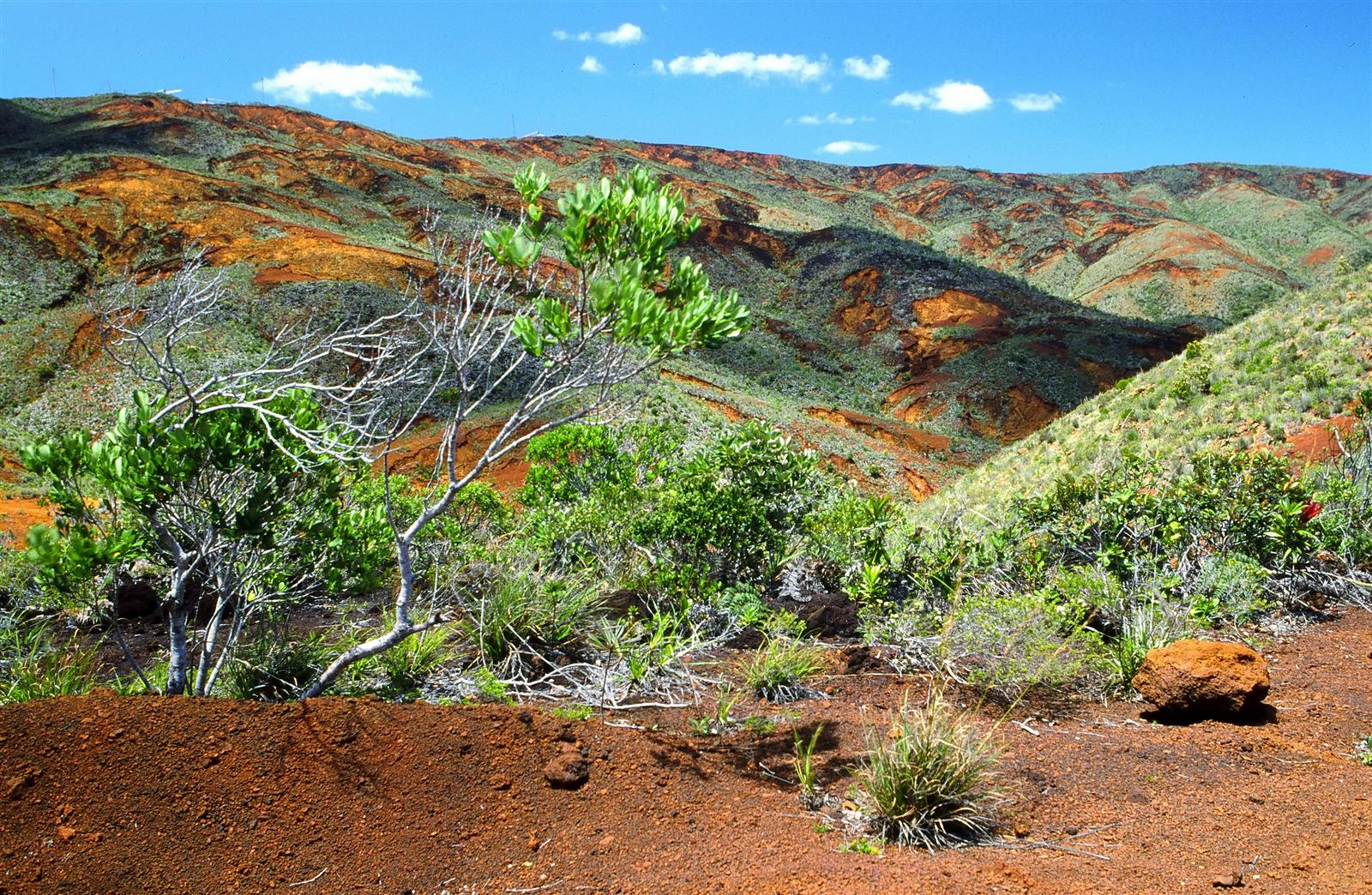
Paysage de maquis minier typique du Sud de la Nouvelle Calédonie. La couleur rouge orangée des roches est due à la grande richesse du sol en oxydes de métaux.

Le maquis minier est une formation végétale de type maquis. Les maquis miniers se forment sur roches ultramafiques, et sont pour la plupart des formations secondaires résultant du recul d'un couvert forestier sous l'effet d'incendies répétés. Ils représentent en Nouvelle-Calédonie l’ensemble des formations végétales sur terrains miniers n’appartenant pas aux forêts.

## Description
Le maquis minier recouvre 4 400 km2 en Nouvelle-Calédonie, où il figure parmi les formations autochtones, au même titre que la forêt dense et la forêt sclérophylle. La raison tient à ce que la flore des maquis miniers est constituée d'un pourcentage élevé d'espèces endémiques au Territoire. Ce caractère les oppose à la savane, dont la flore comprend plus de 90% d'espèces introduites.
Il s'agit de formations sclérophylles sempervirentes héliophiles, arbustives plus ou moins buissonnantes ou ligno-herbacées à strate cypéracéenne dense. Le maquis peut être dominé localement par une strate lâche d’Araucaria ou d’Agathis ovata.

### Composition minérale

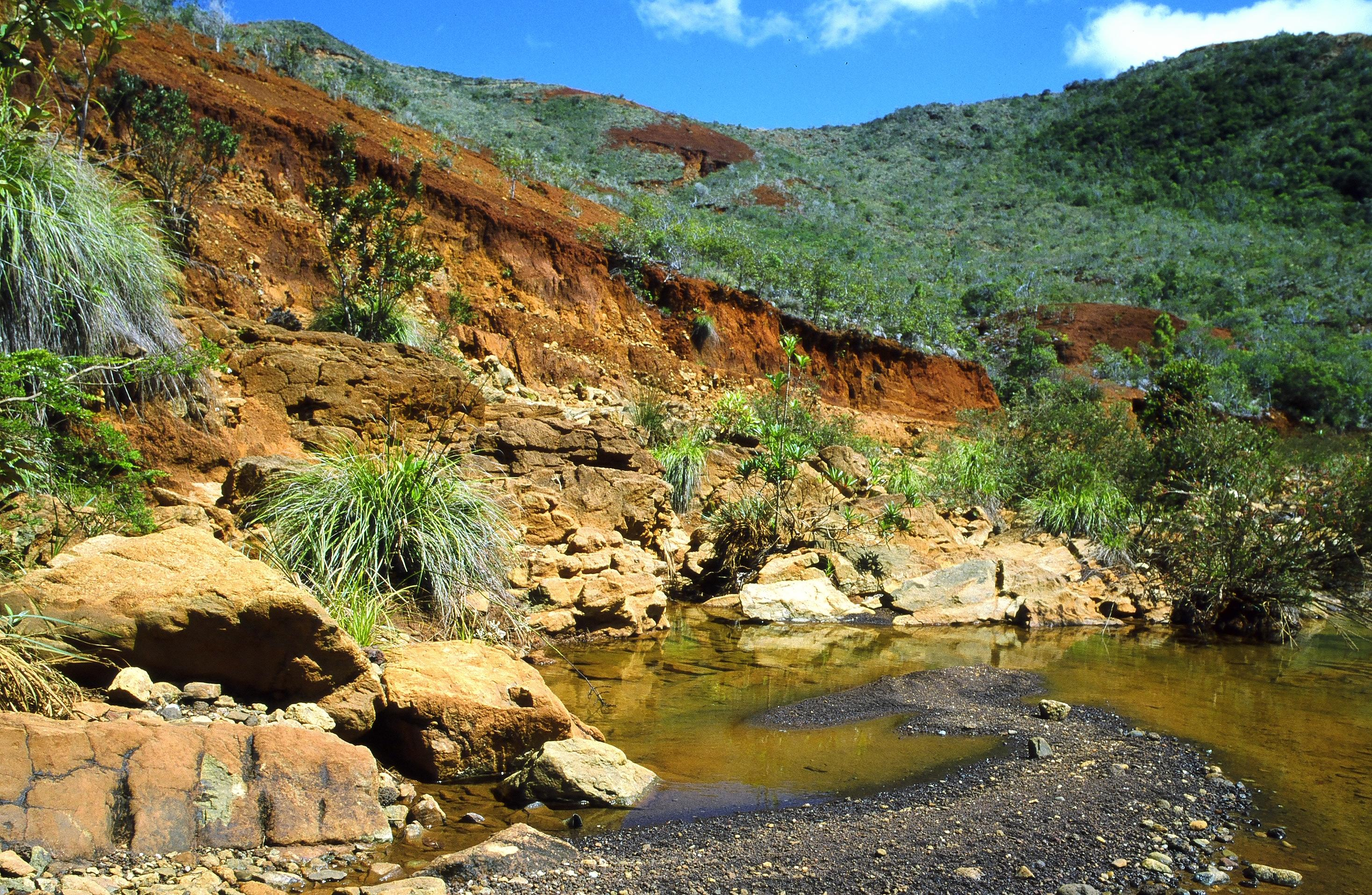
Une rivière riche en oxydes de fer et en nickel notamment, dans le Sud de la Nouvelle-Calédonie.

Les conditions de nutrition minérale sont très particulières. En effet, les sols sont toujours excessivement pauvres en phosphore, potassium et calcium et souvent anormalement riches en magnésium. Cette richesse excessive en magnésium entraîne un déséquilibre du rapport calcium/magnésium, en particulier dans les sols bruns hypermagnésiens situés à la base des massifs qui dominent la côte Ouest (Boulinda, Kopéto, Koniambo, Tiébaghi…). La plupart des sols des maquis miniers ont également des teneurs anormalement élevées en chrome, cobalt, nickel et manganèse, ces deux derniers éléments s’étant révélés toxiques dans certains sols. Ces conditions édaphiques particulières sont la principale cause du faible dynamisme des maquis miniers, qui se traduit par une croissance lente des espèces, une remarquable stabilité floristique et structurale en l’absence de perturbation et une certaine résistance à l’anthropisation, marquée par l’absence de tout envahissement durable d’espèces introduites grégaires.

### Flore

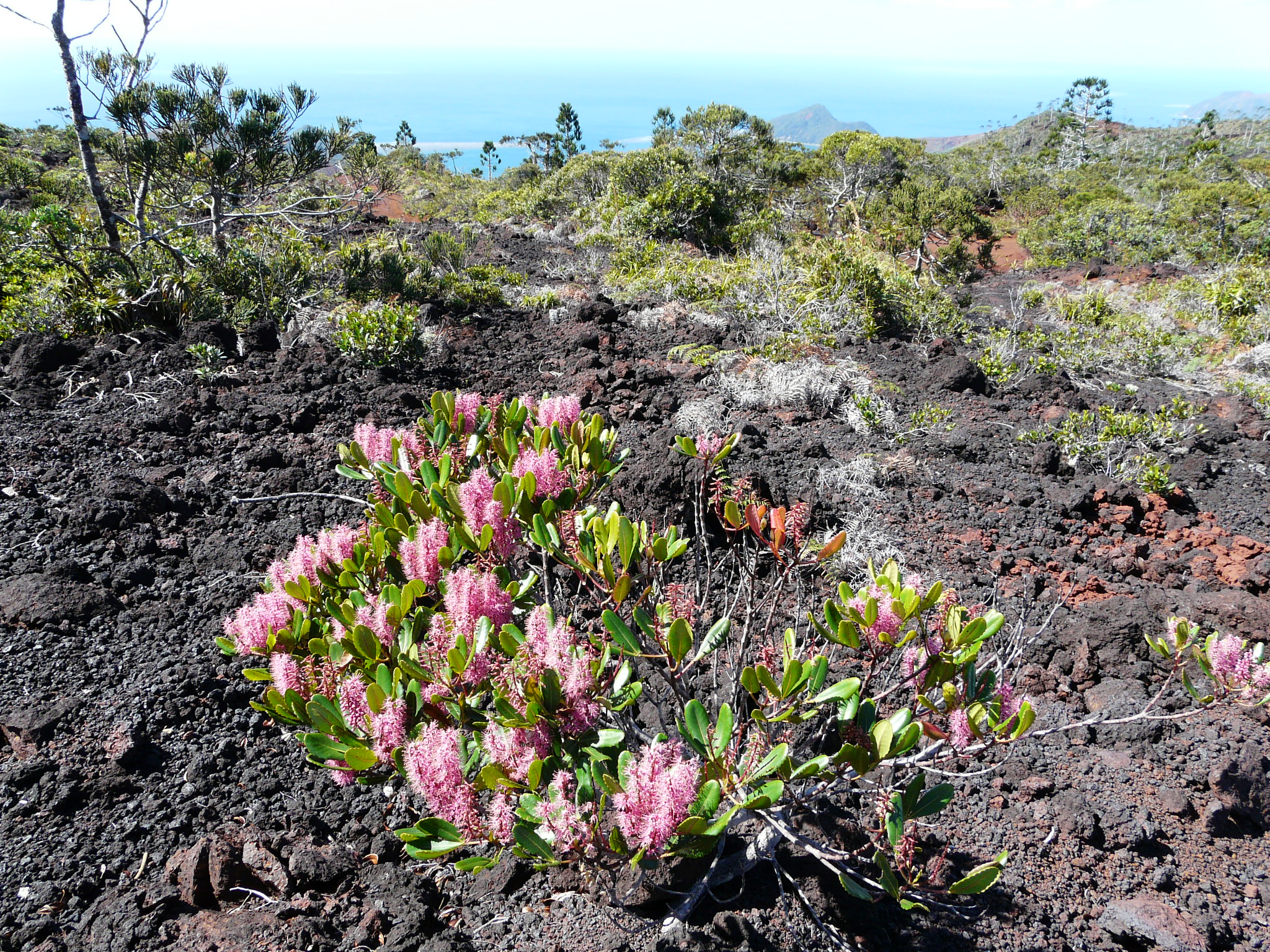
Maquis minier rupicole sur cuirassement, Goro (Nouvelle-Calédonie).

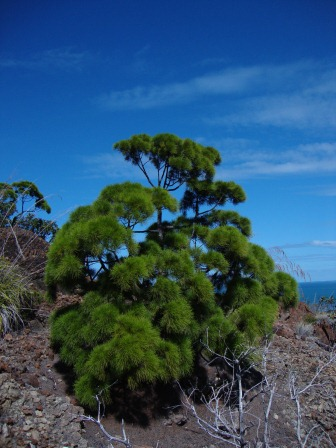
Arbuste du maquis minier sur la massif de Tiébaghi (Koumac).

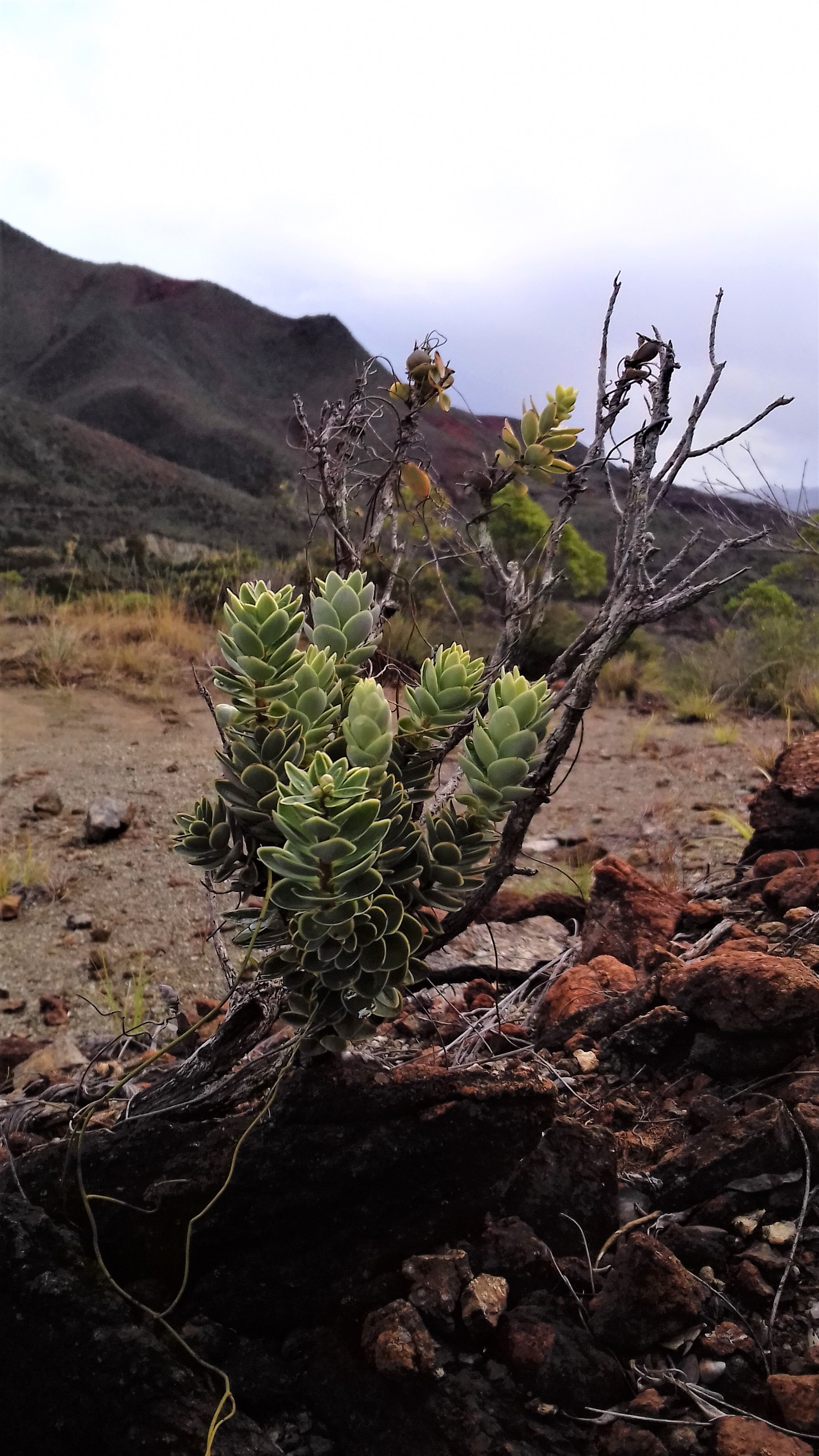
Cyathopsis albicans (pic aux Chèvres, mont Dore).

La composition minérale des maquis miniers les rend impropres au développement de la plupart des espèces végétales, à l'exception toutefois de celles, nombreuses en Nouvelle-Calédonie, qui du fait d'une longue histoire à leur contact, s'y sont adaptées. Ainsi, alors que sur sols sédimentaires les surfaces dénudées par les feux sont rapidement occupées par des espèces introduites (Graminées diverses, goyavier, lantana, faux mimosa, etc.), sur sols issus de roches ultramafiques, les espèces endémiques, peu compétitives mais adaptées, peuvent se développer sans concurrence.
Autour de 1 140 espèces végétales ont été recensées dans les maquis miniers, dont 89% sont endémiques. C’est le milieu qui a le plus fort taux d’endémisme en Nouvelle-Calédonie (88%). Au niveau de la diversité, il se place au second rang pour les milieux terrestres après la forêt humide. La flore des maquis miniers pousse sur des sols pauvres en éléments nutritifs et riches en minéraux potentiellement toxiques. Ces sols accumulent la chaleur et retiennent peu l’eau de pluie. Les plantes des maquis miniers ont une croissance lente et des adaptations remarquables qui leur permettent de survivre dans ces conditions très difficiles. Elles tolèrent très bien les minéraux toxiques et leurs feuilles vernissées et coriaces résistent bien à la sécheresse.

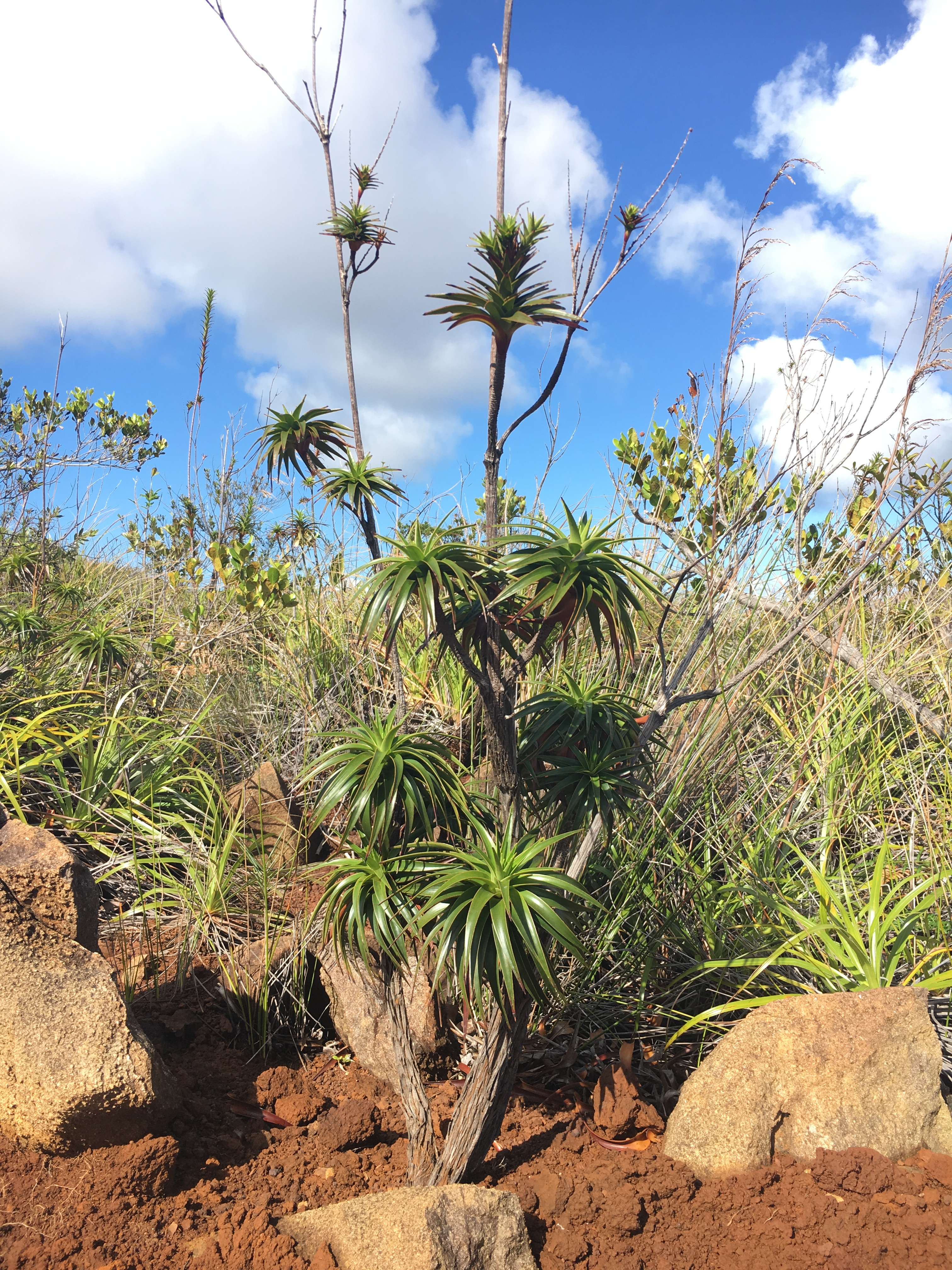
Dracophyllum verticillatum, arbuste que l'on peut rencontrer en maquis minier.

Quatorze genres de plantes sont endémiques et eux-mêmes inféodés de manière exclusive aux maquis miniers : Beaupreopsis, Corbassona, Beltaria, Garnieria, Iteiltima, Myricanthe, Myrtastrum, Neocallitropsis, Nephrodesmus, Normandia, Oceanopapaver, Peripterygia, Solmsia, Trouettea, ainsi que la section Neo-caledonicae du genre Oxalis. On peut y ajouter Eriaxis, représenté par une seule espèce caractéristique de cette formation et rarement rencontrée ailleurs : Eriaxis rigida.
L’abondance des espèces et des genres endémiques dans la flore propre aux maquis miniers traduit son ancienneté. Cette flore possède manifestement des éléments contemporains ou antérieurs à la mise en place des péridotites, il y a quelque 30 millions d’années. Avant cette époque, des groupements héliophiles sclérophylles devaient occuper déjà les sites impropres au développement de la forêt dense humide (crêtes exposées, sols érodés, zones hydromorphes…).

### Faune
Les maquis miniers abritent une faune d’une grande diversité. Celle-ci est adaptée aux conditions de vie difficiles qui règnent dans ce milieu et le taux d’endémisme est fort. Il s’agit essentiellement d’insectes et de reptiles, qui supportent cet habitat sec et rocailleux. Quelques oiseaux sont typiques du maquis minier et les espèces des forêts environnantes le fréquentent également.

### Confusions possibles
Les maquis miniers se distinguent assez nettement, malgré leur hétérogénéité structurale, des autres formations végétales décrites en Nouvelle-Calédonie, à l’exception toutefois des maquis sur roches acides.
À basse altitude sur la côte Ouest de la Grande Terre, lorsqu’ils atteignent plus de 4 à 5 m de hauteur, les maquis miniers s’apparentent à la forêt sclérophylle sur roches sédimentaires, mais s’en distinguent toutefois nettement par leur composition floristique dont la spécificité est conservée même face aux actions anthropiques. Sur certains plateaux ferrallitiques cuirassés (îles Bélep, Tiébaghi, massif du Sud…) ainsi que dans certaines zones de transition entre le maquis et la forêt, existent des formations denses relativement hautes (5 m) nommées « maquis para-forestiers », qui s’apparentent indéniablement aux maquis miniers en raison de leur composition floristique à base d’espèces héliophiles et de leur relative stabilité à l’échelle humaine contrairement aux formations pré-forestières.

## Répartition
Les maquis miniers sont très répandus en Nouvelle-Calédonie puisqu’ils couvrent 23 % du territoire. Ils sont toutefois plus fréquents dans le sud de la Grande Terre. Ils se développent dans des conditions climatiques variables, depuis le littoral jusqu’aux plus hauts sommets.

## Menaces et conservation
Parce qu’ils poussent sur des sols riches en nickel, les maquis miniers sont menacés par les activités minières susceptibles de se développer dans ces zones. L’exploitation du nickel se fait à ciel ouvert. Les sols sont donc décapés et la végétation, totalement détruite. La réhabilitation des sites miniers après exploitation est désormais une préoccupation importante pour l’industrie du nickel. Elle met en œuvre des programmes de stabilisation des sols et de revégétalisation pour restaurer les sites dégradés.
Les maquis miniers sont par ailleurs très vulnérables aux incendies. Le feuillage des plantes qui les composent est pauvre en eau et parfois riche en essences, ce qui le rend très inflammable.
La flore des maquis miniers est également menacée par l’introduction d’espèces envahissantes telles que le Pin des Caraïbes capable de se développer sur les sols latéritiques, et le cerf.